# 누가누가 잘하나
《누가누가 잘하나》는 매주 목요일 오후 4시 30분에 KBS 2TV에서 방송되는 어린이 대상 음악 프로그램이다.

## 개요
- 매주 예선을 거친 어린이들이 출연하여 심사위원 앞에서 노래실력을 겨루어 으뜸상을 뽑고 기말 결선을 거쳐 연말에 대상을 뽑는 형식으로 진행된다.
- 프로그램의 명칭은 1955년 2월 11일에 라디오로 시작된 동명의 프로그램을 계승한 것이다.
- 어린이, 청소년, 성인 등이 출연해 동요 솜씨를 겨루며, 특별 출연자들이 주제별로 노래를 부르기도 한다.
- 편성표, NEXT, 타이틀 등에는 《누가 누가 잘하나》로 표현된다.

## 역사
1954년 2월 11일, 대한민국 최초의 공개 오디션 형식 방송 프로그램으로, 당시 서울중앙방송국(現 KBS)의 라디오를 통해 처음으로 방송되었다. 이후 텔레비전 방송이 도입됨에 따라 본 프로그램은 TV 프로그램으로도 확대·편성되어 대중의 큰 관심을 받게 되었다.
1973년 3월 3일 한국방송공사 체제에 따라 편성되었으며, 1980년 언론 통폐합 조치에 따라 KBS 1TV으로 재편성되었다.
1982년에 일시적으로 중단되었으며, 이후 《모이자 노래하자》, 《전국어린이동요대회》, 《노래는 내 친구》 등을 거쳐 1999년에는 《열려라 동요세상》이라는 제목으로 방송되었다. 이어 2005년 5월 6일 기존의 명칭인 《누가 누가 잘하나》로 프로그램명을 환원하고, 본래의 형식을 되살려 다시 방송을 재개하였다.

## 방송 시간
| 방송 채널 | 방송 기간                          | 방송 시간                            |
| --------- | ---------------------------------- | ------------------------------------ |
| KBS 1TV   | 2005년 5월 6일 ~ 2005년 10월 28일  | 매주 금요일 오후 5시 15분 ~ 5시 45분 |
| KBS 1TV   | 2005년 11월 4일 ~ 2006년 3월 10일  | 매주 금요일 오후 5시 20분 ~ 5시 40분 |
| KBS 1TV   | 2006년 3월 17일 ~ 2006년 11월 17일 | 매주 금요일 오후 5시 15분 ~ 5시 55분 |
| KBS 1TV   | 2006년 11월 24일 ~ 2010년 5월 7일  | 매주 금요일 오후 4시 10분 ~ 5시      |
| KBS 2TV   | 2010년 5월 14일 ~ 2010년 12월 31일 | 매주 금요일 오후 4시 30분 ~ 5시 15분 |
| KBS 2TV   | 2011년 1월 7일 ~ 2011년 11월 4일   | 매주 금요일 오후 4시 5분 ~ 5시       |
| KBS 2TV   | 2012년 3월 2일 ~ 2012년 12월 28일  | 매주 금요일 오후 4시 5분 ~ 5시       |
| KBS 2TV   | 2011년 11월 11일 ~ 2012년 2월 24일 | 매주 금요일 오후 5시 ~ 6시           |
| KBS 2TV   | 2013년 1월 11일 ~ 2014년 12월 26일 | 매주 금요일 오후 4시 ~ 5시           |
| KBS 2TV   | 2016년 1월 8일 ~ 2016년 9월 30일   | 매주 금요일 오후 4시 ~ 5시           |
| KBS 2TV   | 2015년 1월 2일 ~ 2015년 8월 7일    | 매주 금요일 오후 4시 10분 ~ 5시 10분 |
| KBS 2TV   | 2015년 8월 21일 ~ 2015년 12월 25일 | 매주 금요일 오후 4시 30분 ~ 5시 30분 |
| KBS 2TV   | 2016년 10월 13일 ~ 2024년 7월 25일 | 매주 목요일 오후 4시 ~ 5시           |
| KBS 2TV   | 2024년 8월 22일 ~ 현재             | 매주 목요일 오후 4시 30분 ~ 5시 30분 |

## 구성
- 오프닝 공연
- MC 오프닝(박철규, 정은혜 아나운서)
- 토크 주제
- 특별 무대
- 엔딩 : 친구들 노래

## 진행자
| 대수 | 진행자 | 진행자        | 진행 기간                           | 비고          |
| 대수 | 남성   | 여성          | 진행 기간                           | 비고          |
| ---- | ------ | ------------- | ----------------------------------- | ------------- |
| 1대  | 한석준 | 강수정        | 2005년 5월 6일 ~ 2005년 10월 28일   |               |
| 2대  | 한석준 | 고민정        | 2005년 11월 4일 ~ 2006년 11월 17일  | [ 2 ]         |
| 3대  | 최동석 | 고민정        | 2006년 11월 24일 ~ 2007년 4월 27일  |               |
| 4대  | 최동석 | 이선영        | 2007년 5월 4일 ~ 2007년 11월 2일    | [ 5 ]         |
| 5대  | 전현무 | 이선영        | 2007년 11월 9일 ~ 2008년 11월 14일  |               |
| 6대  | 이영호 | 윤수영        | 2008년 11월 21일 ~ 2009년 10월 16일 | [ 8 ]         |
| 7대  | 오언종 | 가애란        | 2009년 10월 23일 ~ 2011년 1월 7일   |               |
| 8대  | 박태원 | 가애란        | 2011년 1월 14일 ~ 2011년 5월 20일   |               |
| 9대  | 박태원 | 정다은        | 2011년 5월 27일 ~ 2012년 3월 9일    | [ 11 ]        |
| 10대 | 조우종 | 정다은        | 2012년 3월 16일 ~ 2013년 1월 18일   |               |
| 11대 | 오승원 | 정다은        | 2013년 2월 1일 ~ 2013년 4월 26일    |               |
| 12대 | 오승원 | 장수연        | 2013년 5월 3일 ~ 2013년 11월 1일    | [ 14 ]        |
| 13대 | 오승원 | 전주리        | 2013년 11월 8일 ~ 2013년 12월 27일  | [ 16 ]        |
| 14대 | 한상헌 | 전주리        | 2014년 1월 10일 ~ 2015년 1월 9일    | [ 18 ]        |
| 15대 | 한상헌 | 이슬기        | 2015년 1월 16일 ~ 2015년 10월 2일   | [ 20 ]        |
| 16대 | 조항리 | 이슬기        | 2015년 10월 16일 ~ 2016년 4월 29일  | [ 22 ]        |
| 17대 | 조항리 | 유지원        | 2016년 5월 13일 ~ 2017년 2월 9일    | [ 23 ]        |
| 18대 | 조항리 | 박소현        | 2017년 3월 9일 ~ 2018년 5월 31일    | [ 25 ]        |
| 19대 | 김종현 | 이혜성        | 2018년 6월 7일 ~ 2019년 9월 5일     | [ 28 ] [ 29 ] |
| 20대 | 김종현 | 박지원        | 2019년 9월 19일 ~ 2019년 11월 28일  | [ 31 ]        |
| 21대 | 김종현 | 캠벨 에이시아 | 2019년 12월 19일 ~ 2020년 7월 2일   | [ 32 ]        |
| 22대 | 남현종 | 캠벨 에이시아 | 2020년 7월 9일 ~ 2022년 2월 24일    | [ 34 ] [ 35 ] |
| 23대 | 이광엽 | 캠벨 에이시아 | 2022년 3월 3일 ~ 2023년 12월 7일    | [ 37 ] [ 38 ] |
| 24대 | 김진현 | 캠벨 에이시아 | 2023년 12월 14일 ~ 2024년 12월 26일 |               |
| 25대 | 박철규 | 캠벨 에이시아 | 2025년 1월 9일 ~ 2025년 8월 14일    |               |
| 26대 | 박철규 | 정은혜        | 2025년 8월 21일 ~ 현재              |               |

## 홈페이지 메뉴
현재 2018년 8월 5일부터 홈페이지 개편의 이후를 기준으로 한다. 이 중에서 《영광의 얼굴들》메뉴는 홈페이지 개편으로 인해 없어졌다.

## 결방 및 편성 변경
2005년
- 9월 16일 : 추석 특집 편성 관계로 2주 연속 결방

2006년
- 3월 3일 : 공사창립 관련 특집 편성 관계로 결방

2008년
- 2월 8일 : 설날 특집 편성 관계로 결방
- 8월 15일 : 베이징 올림픽 중계방송 편성 관계로 결방
- 8월 22일 : 베이징 올림픽 중계방송 편성 관계로 2주 연속 결방

2009년
- 5월 29일 : 노무현 前 대통령(17대 대통령)의 서거 관련으로 인하여 애도 분위기 조성으로 인하여 특집 관련 편성 관계로 결방
- 10월 2일 : 추석 특집 편성 관계로 결방

2010년
- 1월 1일 : 2010년 신년 특집 편성 관계로 결방
- 5월 21일 : 부처님 오신날 특집 관련 편성으로 인하여 340 ~ 55 천하무적 야구단(재) 455 ~ 545 부처님오신날 특선 편성 사이 관계로 결방
- 7월 30일 : 430 ~ 550 (HD)여름방학 특선만화 특집 편성 관계로 결방
- 9월 24일 : 2010년 추석특집 편성 관련으로 인하여 350 ~ 51 5(HD)<특집 제빵왕 김탁구 스페셜>(재) , 515 - 630 (HD)<스타 골든벨 1학년 1반>으로 결방
- 11월 26일 : 2010 광저우 아시안게임 중계방송 직후 505 ~ 630 스쿨 버라이어티 백점만점(첫회,1회) 중계방송 직후 재방송 편성 관계로 결방

2011년
- 2월 4일 : 설날 특집 편성 관계로 결방
- 6월 24일 : 특집 제6회 새싹동요큰잔치 특집 편성 관계로 결방
- 10월 28일 : 재방송으로 대체 편성 (미확정)
- 12월 2일 : TV50년 기획 앙코르 특집 관련 편성 관계로 결방

2012년
- 1월 27일 : 《노래와 날개위에 - KBS광주 어린이합창단 정기공연》 특집 편성 관계로 결방
- 5월 11일 : KBS 노조의 김인규 사장 퇴진 투쟁과 파업으로 인하여 오후 3시 35분 ~ 4시 15분 <TV 유치원>, 이어서 오후 4시 15분 ~ 5시 30분 〈특선만화영화 앨리의 모험2〉《백설공주 길들이기》만화 특집 관련 편성 연이어 관련 관계로 결방
- 8월 17일 : 어린이날 특집 애니메이션 《바다특집 오대양 》(재방송)의 어린이날 특집 만화 관련 재방송, 4시 30분 ~ 5시 <TV 유치원> 대체 편성 관계로 결방

2013년
- 1월 4일 : 2013년 신년 특집 관련 《제25회 어린이 판소리 왕중왕대회》 특집 편성 관계로 결방
- 1월 25일 : 《어린이 뮤지컬 떡깔나무 호텔》특집 편성 관계로 결방
- 3월 1일 : 3.1절 특집 편성 관계로 대국민 토크쇼 안녕하세요(재방송)(오후 3시 ~ 4시 30분), 이어서 2TV 일일드라마 일말의 순정 (재방송) (오후 4시 30분 ~ 저녁 6시 10분) 편성 사이 관계로 결방
- 9월 20일 : 추석 특집 재방송 관련으로 오후 3시 40분 ~ 5시 슈퍼맨이 돌아왔다 (재방송) 관련 관계로 결방

2014년
- 4월 18일 : 세월호 참사 로 인하여 애도 본위기 조성으로 인하여 15:55 ~ 16:30 빠뿌야 놀자, 16:30 ~ 17:00 TV 유치원 연이어 편성 사이 관계로 결방
- 4월 25일 ~ 5월 2일 : 세월호 참사 로 인하여 애도 본위기 조성으로 인하여 15:55 ~ 16:25 TV 유치원, 16:25 ~ 16:55 코파 반장의 꼬마 수사대 연이어 편성 사이 관계로 2주 ~ 3주 연속 결방
- 6월 6일 : KBS노조 파업 관련 관계로 결방 (미확정)
- 8월 15일 : 광복절 특집 관련 재방송 편성 16:00 ~ 16:50 다큐멘터리 3일 재방송, 16:50 ~ 18:30 우리동네 예체능 재방송의 연이어 편성 사이 관계로 결방
- 9월 26일 : 2014년 인천 아시안게임 중계방송 관련 13:40 ~ 18:30 <여기는 인천> 최장시간 중계방송 관계로 결방
- 10월 3일 : 개천절 특집 재방송 관련 16:10 ~ 18:00 해피투게더 시즌 3 (재방송) 편성 관계로 결방

2015년
- 2월 20일 : 설 특집 재방송 관련 대국민 토크쇼 안녕하세요(재방송)(오후 3시 ~ 4시 40분), 연이어 인간의 조건 (4시 40분 ~ 저녁 6시 20분) 편성 사이 관계로 결방
- 6월 12일 : 특선 애니메이션 로보텍스(오후 4시 10분 ~ 5시 10분, 1시간)의 특집 만화 편성 관계로 결방
- 6월 19일 : 특선 애니메이션 헬로 카봇(오후 4시 10분 ~ 5시 10분, 1시간)의 특집 만화 편성 관계로 2주 연속 결방
- 8월 14일 : 광복절 특집 재방송 관련 불후의 명곡 - 전설을 노래하다(재방송)(오후 3시 20분 ~ 5시 10분)(1부~2부 합본 포함)(최장기간 편성) 편성 사이 관계로 결방
- 10월 9일 : 한글날 특집 재방송 관련 불후의 명곡 - 전설을 노래하다(재방송)(오후 3시 50분 ~ 4시 50분)(1부~2부 합본 포함)(최장기간 편성), 연이어 대국민 토크쇼 안녕하세요(재방송)(오후 4시 50분 ~ 저녁 6시 20분) 편성 사이 관계로 결방

2016년
- 1월 1일 : 2016년 신년 특집 재방송 관련 불후의 명곡 - 전설을 노래하다(재방송)(오후 3시 5분 ~ 4시 50분)(1부~2부 합본 포함)(최장기간 편성), 연이어 인간의 조건 (4시 50분 ~ 저녁 6시 20분) 편성 사이 관계로 결방
- 5월 6일 : 어린이날 특집 재방송 관련으로 대국민 토크쇼 안녕하세요(재방송)(오후 3시 35분 ~ 5시) 재방송 편성으로 인하여 결방
- 5월 15일 : 새 여자mc 아님 이지연(37기) 아나운서 아님 → 유지원 아나운서 (새 여 MC로 변경함) (※ 첫 진행시 이름을 부르지 못했음)
- 9월 16일 : 추석특집 편성 관련 추석기획 해피투게더 시즌 3 (재방송) 편성 관계로 결방

2017년
- 2월 16일 ~ 3월 2일 : 새 여자mc 아님 이각경 아나운서 아님 → 임시 진행자로 변경함 (※ 유지원 아나운서가 물러나고 여자MC 비운 사이 박소현 아나운서가 진행하기 직전 임시 여자로 진행함)
- 9월 14일 ~ 9월 28일, 10월 19일, 11월 9일 ~ 11월 23일 : 600회를 2회 남겨두고 편성 직전의 <2007 KBS 공영방송 총파업>의 여파로 인하여 여유만만 당일 재방송(오후 3시 50분 ~ 5시) 편성 관계로 1주 ~ 3주, 6주, 8주 ~ 11주 연속 결방
- 10월 5일 : 600회를 2회 남겨두고 편성 직전의 <2007 KBS 공영방송 총파업>의 여파로 인하여 추석 특집에 의한 중계방송 관련 편성 관계로 2017 프로야구 1시 50분 ~ 5시 50분 중계방송 관계로 4주 연속 결방
- 10월 12일, 10월 26일 ~ 11월 2일 : 600회를 2회 남겨두고 편성 직전의 <2007 KBS 공영방송 총파업>의 여파로 인하여 여유만만 당일 재방송(오후 3시 50분 ~ 4시 50분) 편성 관계로 5주, 7주 연속 결방

2018년
- 2월 15일 : 2018 평창 동계 올림픽 중계방송 관련으로 인하여 설 특집 관련 재방송으로 설 기획 1박 2일 (재방송) 편성 관계로 결방
- 3월 1일 : 31절 특집 관련 재방송의 주말드라마 《황금빛 내 인생》 (오후 3시 50분 ~ 5시 10분)까지 드라마 재방송 편성 관계로 결방
- 3월 15일 : 2018 평창 동계 패럴림픽 개막식[수화] (오후 2시 30분 ~ 5시) 중계방송 관련 편성 관계로 결방
- 8월 30일 : 2018 자카르타-팔렘방 아시안게임 중계방송 관련 편성 관계로 결방

2019년
- 2월 7일 : 설날 특집 2월 6일까지 편성 이후 그녀들의 여유만만 137회《명절 스트레스, 어떻게 하시나요?》(진행자 김보민, 이슬기, 이선영(이상 2명의 여자 MC로 진행했음), 前 김민정, 前 조수빈 (이상 전직 아나운서, 현 방송인)) (재방송)(2월 7일 재방송분)으로 대체하여 편성 관계로 결방
- 8월 15일 : KBS의 비상체제로 ‘휴가철을 맞은 혹서기 편성’으로 최대 적자로 재정 위기 상황을 맞아 광복절 특집 관련 편성 관계로 결방
- 10월 3일 : 개천절 특집 관련 재방송으로 인하여 사장님 귀는 당나귀 귀, 살림하는 남자들(이상 2개의 재방송) 연이어 편성 관계로 결방
- 12월 5일 ~ 12월 12일 : 새 여자mc 아님 김도연 前 아나운서 아님 → 임시 진행자로 변경함 (※ 최후의 한국인 여자MC 박지원 아나운서가 물러나고 여자MC 비운 사이 캠벨 에이시아가 진행하기 직전 임시 여자로 진행함)

2020년
- 4월 2일 : 코로나19 감염으로 인하여 주말드라마 한번 다녀왔습니다 오후 4시 `~ 5시 30분까지 드라마 재방송 편성 관계로 결방
- 4월 30일 : 부처님 오신날 특집 관련 재방송으로 인하여 개는 훌륭하다(재방송)(오후 3시 50분 ~ 4시 30분,4시 30분 ~ 5시 25분)(1부~2부 포함) 연이어 편성 사이 관계로 결방
- 10월 1일 : 국군의 날 특집 관련 재방송으로 인하여 오후 3시 5분 ~ 4시 25분 주말드라마 오 삼광빌라(1~2부 연속 ,합본)(재방송,종합편), 4시 25분 ~ 5시 25분 사장님 귀는 당나귀 귀 (재방송) 연이어 편성 사이 관계로 결방

2021년
- 2월 10일 : 설날 특집 편성 관계로 2월 10일 수요일의 1일 앞당겨 오후 4시 ~ 5시까지 편성되었다.
- 7월 22일 : 2020 도쿄 올림픽 특집 관련 방송으로 인하여 오후 1시 50분 ~ 2시 50분으로 편성 편경

2022년
- 2월 10일 ~ 17일 : 2022 베이징 동계 올림픽 중계방송 관련 편성 관계로 결방
  - 2명 중 1명의 새 여자MC 아님(평상시 현재 여자MC 진행중인 것을 그대로 유지함) 및 남자 새 MC 변경함
  - 새 남자MC 강성규 아나운서 아님 → 이광엽 아나운서로 변경함 (※ 첫 진행시 이름 부르지 못함)
- 5월 5일 : 어린이날 연휴 및 2022 프로야구 키움 대 KIA 중계로 인한 결방

2023년
- 9월 28일 ~ 10월 5일 : 2022 항저우 아시안 게임 중계방송 관련 편성 관계로 결방

2024년
- 6월 6일 : 현충일 및 2024 프로야구 롯데 대 KIA 중계로 결방
- 8월 1일 ~ 8월 15일 : 2024 파리 올림픽과 광복절 연휴로 결방
- 10월 3일 : 개천절 및 드라마 재방송으로 인한 결방

2025년
- 1월 2일 : 제주항공 2216편 활주로 이탈 사고 여파로 국가 애도기간에 따른 방송사 사정에 따라 중단, 새 남자 MC 선발중, 생활의 발견 스페셜과 슈퍼맨이 돌아왔다 재방송 편성

## 제작진
1976년 1월 10일부터
- 기술감독: 이수송
- 음향: 박영길, 김종구, 김광유
- 영상: 이삼렬
- 조명감독: 정대식
- 조명: 강형배, 김승희
- 카메라: 백남주, 김광균, 김의종, 임경수
- 녹화: 박연태
- 영상: 최용균
- 타이틀: 이형순
- 디자인: 차효석
- 작화: 나희재, 이영호
- 장치: 조장주
- 소품: 허표영
- 분장: 강대영
- 인형: KBS 인형극실
- 반주: KBS경음악단
- 편곡: 서봉석
- 안무: 김방옥
- 구성: 정근
- 기획: 강일파
- 조연출: 박광호
- 연출: 이청용

2022년 6월 23일부터
- 책임프로듀서: 정효영
- 프로듀서: 윤민아
- TS-D
  - 기술감독: 강연정
  - 영상감독: 박경길
  - 음향감독: 한원석/한혜진
  - 외주음향: 현대음향
  - 조명감독: 최상준/라현상/전명기/이호열
  - 외주조명: 토탈코리아
  - 카메라감독: 양성진/손연석/여윤수/임태원/허광석/조태준
  - 종합편집: 송광섭
  - 음향효과: 이시현
  - 문자그래픽디자인: 이상미
  - 타이틀 제작: 김종우/김지혜
  - 타이틀 음악: 김정녀
  - 타이틀곡 노래: 꿈초롱 아이들
- KBS아트비전
  - 미술감독: 이대희
  - 세트설치: 박종화/고제강
  - 소품: 다스플러스(천용일·김재완)
- 비주얼 아트센터
  - 감독: 박상윤
  - 세트제작: 박상수/장세종
  - 작화: 양덕춘
  - 도배: 차재철
  - 의상: 김혜진/이수정
  - 분장: 임영주/엠브로드
  - 진행보조: 와일드 브라더스
  - 소품: 김방옥/박성희
  - 연주: KBS오케스트라
  - 행정: 조은아
  - 편곡: 김바로/이선철/이용재/김은혜
  - 음악: 홍지혜
  - 진행: 김지호
  - 글·구성: 박성혜/황지은
  - 연출: 김효진
- 제작: KBS

## 관련 동요 대회
- KBS 초록동요제
- KBS 창작동요대회
- 국악동요제
- 유니세프 국제어린이음악제 한국예선

## 같이 보기
- 도전! 골든벨 (KBS 1TV) (종영)
- 노래가 좋아(종영)
- 뮤직뱅크